# Solariorbis terminalis
Solariorbis terminalis är en snäckart som först beskrevs av Henry Augustus Pilsbry och McGinty 1946.  Solariorbis terminalis ingår i släktet Solariorbis och familjen Vitrinellidae. Inga underarter finns listade i Catalogue of Life.